# Hemilamprops beringiana
Hemilamprops beringiana is een zeekommasoort uit de familie van de Lampropidae. De wetenschappelijke naam van de soort is voor het eerst geldig gepubliceerd in 1952 door Yakovleva.